# Hamdi Nagguez
Hamdi Nagguez (Monastir, 28 de octubre de 1992) es un futbolista tunecino que juega en la demarcación de defensa para el Al-Shahaniya S. C. de la Liga de fútbol de Catar.

## Selección nacional
Hizo su debut con la selección de fútbol de Túnez el 5 de septiembre de 2015 en un encuentro de clasificación para la Copa Africana de Naciones de 2017 contra Liberia que finalizó con un resultado de 1-0 a favor del combinado liberiano tras un gol de Francis Doe. El 2 de junio fue elegido por el seleccionador Nabil Maâloul para disputar la Copa Mundial de Fútbol de 2018.
Fue titular en la victoria de Túnez por 2 a 1 sobre Panamá que significó el segundo triunfo de los tunecinos en la historia de los mundiales, después de la victoria por 3 a 1 sobre México en 1978.

## Clubes
| Club                | País           | Año       | Partidos | Goles |
| ------------------- | -------------- | --------- | -------- | ----- |
| Étoile du Sahel     | Túnez          | 2013-2018 | 110      | 7     |
| Zamalek S. C.       | Egipto         | 2018-2019 | 65       | 1     |
| F. K. Sūduva        | Lituania       | 2020      | 1        | 0     |
| ES Tunis            | Túnez          | 2020-2021 | 33       | 1     |
| Zamalek S. C.       | Egipto         | 2021      | 0        | 0     |
| Al-Ahli Saudi F. C. | Arabia Saudita | 2021-2022 | 8        | 0     |
| Ismaily S. C.       | Egipto         | 2022-2024 | 31       | 1     |
| Al-Shahaniya S. C.  | Catar          | 2025-     | 4        | 1     |

## Palmarés

### Campeonatos nacionales
| Título                               | Club            | País   | Año  |
| ------------------------------------ | --------------- | ------ | ---- |
| Copa de Túnez                        | Étoile du Sahel | Túnez  | 2012 |
| Copa de Egipto                       | Étoile du Sahel | Túnez  | 2014 |
| Copa de Egipto                       | Étoile du Sahel | Túnez  | 2015 |
| Championnat de Ligue Profesionelle 1 | Étoile du Sahel | Túnez  | 2016 |
| Copa de Egipto                       | Zamalek S. C.   | Egipto | 2018 |

### Campeonatos internacionales
| Título                       | Club            | País  | Año  |
| ---------------------------- | --------------- | ----- | ---- |
| Copa Confederación de la CAF | Étoile du Sahel | Túnez | 2015 |